# Tiago Pereira
Tiago César Moreira Pereira, né le 4 juillet 1975 à Trofa au Portugal, est un ancien footballeur portugais. Son poste de prédilection était milieu de terrain.

## Biographie
Formé au CD Trofense, Tiago joue principalement en faveur de l'União Leiria, du FC Porto, et du club de Boavista.
Avec le club de Porto, il est sacré champion du Portugal  à deux reprises et il remporte la Coupe de l'UEFA en 2003.
Au total, Tiago dispute 282 matchs en 1re division portugaise et inscrit 6 buts dans ce championnat.
Il reçoit par ailleurs 2 sélections en équipe du Portugal des moins de 21 ans.

## Palmarès
- Vainqueur de la Coupe de l'UEFA en 2003 avec le FC Porto
- Champion du Portugal en 2003 et 2004 avec le FC Porto
- Vainqueur de la Coupe du Portugal en 2003 avec le FC Porto
- Finaliste de la Coupe du Portugal en 1997 avec le Benfica Lisbonne

## Statistiques
- 13 matchs et 0 but en Coupe de l'UEFA
- 282 matchs et 6 buts en 1re division portugaise
- 87 matchs et 2 buts en 2e division portugaise
- 51 matchs et 1 but en 2e division espagnole